# Deutsche Gesellschaft für Humangenetik
Die Deutsche Gesellschaft für Humangenetik (GfH) ist eine wissenschaftliche Fachgesellschaft für Humangenetik. Sie wurde im Jahr 1987 (damals als „Gesellschaft für Humangenetik“) am Rande einer Tagung der Gesellschaft für Anthropologie und Humangenetik gegründet. Sie nimmt sowohl Fachärzte als auch Naturwissenschaftler auf, die in der Humangenetik tätig sind. Die aktuelle (Stand 2021) Präsidentin der Gesellschaft ist Brigitte Schlegelberger.

## Zielsetzung
Die Aufgabe der Gesellschaft ist die Förderung der Humangenetik sowohl in Forschung, Lehre als auch in der Praxis.
„Dies erfolgt insbesondere durch die Ausrichtung von wissenschaftlichen Tagungen zur Veröffentlichung neuester Ergebnisse, durch die Förderung von Fort- und Weiterbildungsmaßnahmen für Kollegen in der Weiterbildung und Kollegen angrenzender Fachgebiete sowie durch Arbeitsgemeinschaften, die sich mit der Forschung und der praktischen Bedeutung bestimmter Teilgebiete befassen. Zu den Aufgaben gehört auch die Zusammenführung der verschiedenen Forschungs- und Arbeitsgebiete der Humangenetik.“.

## Geschichte
Seit 1991 ist die der Verein Mitherausgeber der Zeitschrift „medizinischegenetik“, die im Jahr 1989 gegründet wurde. Mitherausgeber der Zeitschrift ist zunächst der Berufsverband Medizinische Genetik, seit 2006 wird die Zeitschrift medizinischegenetik allein von der DGfH herausgegeben. Seit 1994 wird die Mitgliederverwaltung der DGfH in der Redaktion der Zeitschrift medizinischegenetik durchgeführt. Im Jahr 1997 benennt sich die Gesellschaft für Humangenetik in „Deutsche Gesellschaft für Humangenetik“ um. Im Jahr 2004 gründete der Verein die Akademie für Humangenetik, die Fortbildungsveranstaltungen durchführt. Seit 2004 befindet sich die Geschäftsstelle der DGfH in München.

## GfH-Ehrenmedaille
Die höchste Aufzeichnung des Vereins ist die GfH-Ehrenmedaille, mit der all jene Humangenetiker ausgezeichnet werden, „die sich aufgrund ihrer wissenschaftlichen Leistung, ihrer Bedeutung für die Humangenetik sowie durch ihre Gesamtpersönlichkeit in besonderer Weise um die Humangenetik in Deutschland verdient gemacht haben.“
Träger der Ehrenmedaille sind:
- 2018 Han Brunner, Nijmegen
- 2016 Bernhard Horsthemke, Essen
- 2015 Wolfgang Engel, Göttingen
- 2014 Peter Propping, Bonn
- 2013 Andreas Gal, Hamburg
- 2011 Thomas Cremer, München
- 2010 Gerd Utermann, Innsbruck
- 2009 Hans-Hilger Ropers, Berlin
- 2008 Regine Witkowski, Berlin; Karl Sperling, Berlin
- 2007 Jürg Ott, New York und Beijing
- 2006 Albert de la Chapelle, Columbus
- 2005 John Marius Opitz, Salt Lake City
- 2003 Friedrich Vogel, Heidelberg; Arno Motulsky, Seattle

## Veröffentlichungen
- Zeitschrift medizinischegenetik